# باشگاه والیبال استال نیسا
باشگاه والیبال استال نیسا، یک تیم والیبال حرفه ای لهستانی مستقر در نیسا است که در سال ۱۹۴۸ گشایش شد. یک بار قهرمان جام حذفی لهستان . این باشگاه در حال حاضر در لیگ برتر والیبال لهستان – پلاس لیگا بازی می کند.  